# Shenzhen Airlines
Shenzhen Air (Chinees: 深圳航空公司; Pinyin: Shenzhenhankonggongsi; Kantonees: Sam Chan Hôong Hong Kong Sie) is een Chinese luchtvaartmaatschappij met haar thuisbasis in Shenzhen.

## Geschiedenis
Shenzhen Air is opgericht in 1992 met hulp van Air China en startte met de vluchten op 17 september 1993. In 2004 werd een joint venture aangegaan met Jade Cargo en Lufthansa.

## Bestemmingen
Shenzhen Airlines voerde in juli 2007 lijnvluchten uit naar de volgende 49 bestemmingen.

### Binnenland
- Beihai, Changde, Changzhou, Chengdu, Dalian, Guangzhou, Guilin, Guiyang, Haikou, Hangzhou, Harbin, Hefei, Hohhot, Huangyan, Jinan, Jingdeshen, Juzhou, Kunming, Lanzhou, Lijiang, Macau, Nanchang, Nanjing, Nanning, Nantong, Qingdao, Sanya, Shenyang, Shenzhen, Shijiazhuang, Shanghai, Taiyuan, Tianjin, Chongqing, Tunxi, Wenzhou, Wuhan, Wuxi, Wuyishan, Xiamen, Xi'an, Xiangfan, Xinin, Yichang, Yun Cheng, Zhengzhou.

### Buitenland
- Ho Chi Minhstad, Kuala Lumpur, Seoel.

## Vloot
De vloot van Shenzhen Airlines bestond op 24 juli 2016 uit de volgende 166 toestellen:
- 5 Airbus A319-100
- 75 Airbus A320-200
- 3 Boeing 737-700
- 78 Boeing 737-800
- 5 Boeing 737-900